# Doba dnia wolnego
Doba dnia wolnego – pojęcie ściśle związane z definicją doby pracowniczej. Kodeks pracy posługuje się pojęciem "dnia wolnego od pracy", nie podając jednakże definicji tego dnia. 
Brak jasnej definicji dnia wolnego w kodeksie pracy powoduje trudności interpretacyjne związane z prawidłowym udzielaniem dni wolnych od pracy. Państwowa Inspekcja Pracy uważa, że pojęcie "dnia wolnego od pracy" powinno być rozpatrywane według zawartej w Kodeksie definicji doby (art. 128 §3 pkt 1), czyli dzień wolny to 24 kolejne godziny liczone od momentu zakończenia poprzedniej doby pracowniczej.